# 프랑크푸르트 선언
프랑크푸르트 선언(독일어: das Manifest der Frankfurt, 영어: Frankfurt declaration)은 1951년 7월 2일 독일 프랑크푸르트 암 마인에서 선언된 사회주의 인터내셔널의 강령이다.

## 개요
기존 사회주의 인터내셔널은 세계성을 띤 비판에도 스탈린식 공산주의와 민주주의에 적합한 사회주의가 공존하고 있었다. 그러나 스탈린의 독재가 심화하고 국제사회에서 비난이 일자 사회주의 인터내셔널에서는 스탈린이 통치하는 방식은 공산주의가 아닌 좌파 성격을 띤 전체주의 즉 좌파 파시즘이라고 비판하고 새로운 민주 사회주의의 길을 열겠다고 공식으로 선언했다. 이 선언문으로 말미암아 사민주의와 공산주의와 건전한 사회주의사회와 스탈린식 프롤레타리아 독재는 확고히 다르다는 사실이 다시 한 번 확인되었다.

## 강령문
프랑크푸르트 선언 강령문 내용은 대체로 건전한 사회주의를 민주주의에 적합한 방법으로 실현하겠다고 강조하면서 공산주의를 과도하게 실현하려는 의지와 자본주의로 말미암은 폐해를 비판함
자본주의는 거대한 생산의 힘을 지녔지만, 정작 생산력을 발생시키는 주체인 노동자와 무산계급은 경제상으로 언제나 빈곤해야 했다. 이에 사회에 관계된 권한이 없는 노동착취와 임금삭감을 반대하고 노동착취에 맞서는 노동자들을 돕겠고 사회에서 일어나는 빈부 격차를 축소하고자 헌신하겠으며, 자본주의가 야만스러운 제국주의의 발생을 또다시 돕지 않게끔 막겠다. 공산주의를 표방하는 국가들은 권위주의 체제를 동반하고 있지만, 자유와 민주 없이 사회주의의 원류는 실현될 수 없다. 사회주의는 민주주의를 기반으로 하고, 민주주의는 사회주의에 따라 발전된다.
1. 19세기 이래 자본주의는 거대한 생산력을 발전시켰다. 자본주의는 인민의 대다수가 생산의 지배로부터 소외되는 희생 위에서 이루어진 것이다. 자본주의는 인간으로서 권리보다 소유의 권리를 우위에 둔다. 자본주의는 재산권이나 사회적 권리를 갖지 못한 임금노동자라는 새로운 계급을 만들어 냈다. 그것은 계급의 투쟁을 격화시켰다. 세계는 각인에게 응분의 생활을 충족시킬만한 자원을 보유하고 있음에도 불구하고 자본주의는 세계인구의 기본적인 필요를 만족시킬 수 없었다. 자본주의는 파멸적인 위기와 대량의 실업이 없이는 기능을 발휘할 수 없다는 것이 입증되었다. 그것은 사회불안과 빈부의 뚜렷한 격차를 만들어 냈다. 그것은 제국주의적 팽창과 식민지 수탈에 호소하여 국민간, 민족간의 분쟁을 더욱 더 가열하게 만들었다. 어떤 나라에서는 강력한 자본가적 집단이 과거 야만성을 띤 <파시즘>이나 <나치즘>의 형태로 다시 대두하도록 조장하였다.
2. 사회주의는 자본주의 사회의 고유한 폐해에 대한 저항운동으로서 유럽사회에서 발생하였다. 자본주의 때문에 가장 고통을 받은 것은 임금노동자였으므로 사회주의는 맨 처음에 임금 노동자의 운동으로서 발전하였다. 그후 많은 시민들 즉 자유직업자, 사무원, 농민, 어민, 수공인, 소매상, 예술인, 과학자등은 사회주의가 그들의 장래에 대한 열쇠를 갖고 있다는 것을 이해하게 되었다. 사회주의는 인간에 의한 인간의 수탈이 폐지되어야 한다고 믿는 모든 사람들에게 호소한다.
3. 사회주의는 사람들이 생산수단을 소유하거나 또는 관리하는 소수자에게 의존하고 있는 상태에서 해방하는 것을, 그리하여 경제권력을 국민 전체의 손에 넘겨주어 자유로운 사람들이 평등한 자격으로 함께 일하는 사회를 만들어 내는 것을 목적으로 한다.
4. 사회주의는 세계정치에 있어서 하나의 커다란 세력으로 되어있다. 그것은 선전으로부터 실천의 단계로 들어섰다. 어떤 나라에 있어서는 사회주의 사회의 기초가 튼튼하게 마련되었다. 여기서는 자본주의 해악이 없어지고 사회는 새로운 생기를 얻고 있다. 사회주의의 제 원리는 실천을 통해 그 가치를 입증하고 있다.
5. 많은 나라에 있어서 방임된 자본주의가 국가의 간섭과 공공소유로서 사적 자본가를 제한하는 경제에 자리를 물려주고 있다. 사람들은 계획의 필요성을 더욱 더 인정하게 되어가고 있다. 사회보장, 자유로운 노동조합, 산업 민주주의가 지반을 넓혀가고 있다. 이와같은 발전은 주로 사회주의와 노동조합 운동자에 의한 오랜 투쟁의 결과이다. 사회주의가 강한 곳에서는 새로운 사회주의의 창조를 향하여 중요한 시책이 채택되어가고 있다.
6. 근년 세계의 후진지역의 사람들은 국민적 자유와 보다 높은 생활수준을 위한 투쟁에 있어서 사회주의가 가치 있는 투쟁의 수단이라는 것을 알게 되었고 환경에 따라 갖가지 민주적 사회주의를 발전시키고 있다. 이들 지역에 있어서의 사회주의의 주요한 적은 토착 재벌의 기생적 수탈과 외국 자본가에 의한 식민주의적 수탈이다. 사회주의는 정치적, 경제적 민주주의를 위하여 투쟁하고 토지개혁과 공업화와 산업공유제도의 확장과 생산자 및 소비자의 협동조합의 발전을 통하여 대중의 생활수준을 향상시킬 것을 요구한다.
7. 사회주의가 세계의 도처에서 발전하고 있는 한편에는 새로운 세력이 자유와 사회정의를 지향하는 이 운동을 위협하려고 대두하고 있다. 러시아에 있어서의 "볼세비키"혁명 이래 공산주의는 국제노동운동을 분열시켰으며 많은 나라에 있어서의 사회주의 실현을 수십년은 지연시켰다.
8. 공산주의가 사회주의의 전통을 계승하고 있다는 것은 거짓이다. 사실 공산주의는 사회주의 전통을 알아볼 수 없을만큼 왜곡시켜 버렸다. 그것은 <맑스>주의의 비판적 정신과 양립할 수 없는 완곡한 이론을 수립하였다.
9. 사회주의가 자본주의 밑에 있어서 인류를 분열시키고 있는 수탈을 제거함으로써 자유와 정의를 달성하려 하는데 대하여 공산주의자는 오로지 일당독재를 실현하기 위하여 계급분열은 격화 조장하려고 날뛰고 있다.
10. 국제 공산주의는 새로운 제국주의 도구인바 그것이 정권을 장악한곳에서는 어디에서 나 자유와 자유를 획득할 기회를 파괴하고 있다. 공산주의는 군국주의, 관료주의와 공포 경찰제도에 기초를 두고 있다. 부와 특권의 역연한 차별을 만들어 냄으로써 그것의 새로운 계급사회를 만들어 냈다. 강제노동은 그 경제조직에 있어서 중요한 역할을 하고 있다.
11. 사회주의는 엄밀한 획일적 사고를 요구하지 않는 국제적운동이다. 사회주의는 그들의 신념을 <맑스>주의적 기초 위에 두거나 혹은 사회분석의 다른 방법에 두거나를 불문하고 또 그들이 사회주의자가 된 동기가 종교적인 원리이든 인도주의적인 것이든 모두 하나의 목적 즉 사회정의, 보다나은 생활, 자유와 세계평화를 위해서 노력한다.
12. 과학과 기술의 진보는 인류에게 스스로의 운명을 개선하게 되거나 그렇지 않으면 자기 자신을 멸망케 할 힘을 한층 증대시켰다. 이 때문에 생산은 경제적 자유주의에 그대로 맡겨서는 안되며 인간의 필요를 위해서 조직적으로 계획하지 않으면 안 된다. 이와 같은 계획은 개개인의 권리를 존중하지 않으면 안 된다. 사회주의는 국내 및 국제문제에 있어서 자유와 계획을 주장한다.
13. 사회주의의 달성은 필연적인 것은 아니다. 그것은 모든 신봉자 하나 하나의 공헌을 필요로 한다. 전체주의적 방법과 달라서 사회주의는 국민들로 하여금 피동적인 역할을 받아들이게 하려고 하지 아니할 뿐만 아니라 반대로 국민들의 철저하고도 적극적인 참가 없이는 성공할 수 없다고 생각한다. 사회주의는 최고의 형태에 있어서의 민주주의이다.

## 같이 보기
- 사회주의
- 민주 사회주의
- 사회 민주주의
- 공산주의
- 사회주의 인터내셔널